# 久山義英
久山 義英（くやま よしひで、生没年不明）は、幕末の武士（鳥取藩西館家臣）。明治・大正時代の鳥取県の資産家、地主。会見郡第六連合戸長。別名（通称・俗称）省二、熊彦。

## 経歴
鳥羽・伏見の戦いに参加した。東山道先鋒軍に参加した。下野戦争、上野戦争、奥州戦争に従軍した。明治10年（1877年）西南戦争の際、陸軍省出仕、新撰旅団に属して戦地に赴いた。帰郷後郡村吏員、実業に従事した。

## 人物像
- 三新法改正後の連合戸長は「なるべくその町村に居住し、名望資産を有するもの」とされ県令が選んだ[5]。大港神社神官杉山雅宜の後任には元藩士の久山義英、吉岡照貞が任命派遣された[5]。

- 囲碁に嗜み手腕又郡の有数中に属す[2]。

## 史料

### 所得額三千円以上の人々
国税営業税納入者名と対照して検討すべき資料として『郡勢一斑』から見積り所得額（所得税から各税率によって換算した額）三千円以上の人々の名を掲げておく。大正4年（1915年）である。久山義英（七千三十二円、米子角盤町）の名がみえる。
三万四千五百五十九円・尾高町・坂口平兵衛
二万千九百二十八円・博労町・名島嘉吉郎
一万二千五百十四円・道笑町・三好栄次郎
一万二千三百五十三円・県村・高田繁太郎
一万二千二円・法勝寺町・野坂茂三郎
一万百十三円・道笑町・益尾吉太郎
九千九百十九円・大高村・船越弥一郎
八千九百三十九円・富益村・永見億次郎
八千百九十九円・内町・後藤快五郎
七千五百八十二円・春日村・田後与一郎
七千三十二円・角盤町・久山義英
六千九百十七円・福米村・本生芳三郎
五千九百八十四円・東倉吉町・木村吉兵衛
五千四百五十六円・道笑町・益尾徳次郎
五千二百三十八円・糀町・田村源太郎
五千六円・住吉村（旗ヶ崎）・油木茂三郎
四千九百十八円・糀町・近藤なお
四千八百四十一円・四日市町・田口庸三
四千八百十三円・彦名村・高場保蔵
四千六百八十六円・西倉吉町・赤沢康平
四千三百二十六円・道笑町・三好常太郎
四千二百八十九円・西町・渡辺慶太郎
四千二百二十九円・紺屋町・船越作一郎
四千二百円・法勝寺町・高板秀治
三千六百十七円・日野町・杵村善市
三千五百十四円・道笑町・大谷房太郎
三千三百二十五円・糀町・小坂市太郎
三千三百二十五円・成実村・遠武勇蔵
三千二百円・紺屋町・砂田竹太郎
三千百七十六円・内町・中村藤吉
三千七円・車尾村・高田浅蔵　　　

### 大正5年（1916年）の地主層
当時、商工業の有力者は同時に地主でもあった。この年度における米子町の地価1000円以上の地主名を挙げると次の通りである。1000円～2000円の部に久山義英の名前がみえる。
- 1000円～2000円の部[3]

八幡貞蔵、森尾甚太郎、大塚誠太郎、三好豊吉、渡辺幸四郎、隠岐村初太郎、野坂吉五郎、末好和三、小倉延衛、住田半三郎、今井兼文、富長為太、勝田伝六、久山義英、植田兼蔵
- 2000円～3000円の部[3]

神庭政七、亀尾定右衛門、亀尾伝三郎、藤谷喜三郎、天野芳太郎、井田虎次郎、有本松太郎、渡辺慶太郎、船越正蔵
- 3000円～4000円の部[3]

黒田繁夫、天満徳太郎、田中庄次郎、篠原義一、村上常三、長田吉太郎、小西芳太郎、中村藤吉、門脇孝一、津田宗一郎、広戸藤次郎
- 4000円～5000円の部[3]

砂田竹太郎、坂江まつの
- 5000円～7000円の部[3]

小坂市太郎、森久太郎、野波令蔵、松浦常太郎
- 7000円～10000円の部[3]

大谷房太郎、平野万寿子、石賀善五郎
- 10000円～15000円の部[3]

田村源太郎、近藤なお、益尾徳次郎、杵村喜市、船越作一郎、稲田秀太郎
- 15000円～20000円の部[3]

木村吉兵衛
- 20000円～25000円の部[3]

三好栄次郎、後藤快五郎
- 30000円～35000円の部[3]

野坂茂三郎
- 35000円～45000円の部[3]

益尾吉太郎
- 70000円～100000円の部[3]

名島嘉吉郎
- 100000円以上の部[3]

坂口平兵衛